# Paul Kircher
Paul Kircher (París, 30 de diciembre de 2001) es un actor francés de cine y televisión principalmente conocido por protagonizar las películas dramáticas Winter Boy (2022) y El reino animal (2023). Por ambos trabajos, recibió nominaciones a los Premios César como mejor actor revelación.

## Biografía

### Primeros años
Nació en París, Francia en 2001. Es el hijo mayor de los actores Jérôme Kircher e Irène Jacob. Creció en Montmartre.
Inicialmente, Kircher no quería seguir los pasos de sus padres ya que de pequeño los acompañaba de gira y admitió que le asustaba la profesión por lo que quería encontrar su propio camino. En la secundaria, tomó lecciones en una escuela de música contemporánea en París y fue parte de varias bandas de rock. Tras culminar la secundaria, comenzó a estudiar economía y geografía y llevó en paralelo prácticas de teatro con Jordan Beswick.

### Carrera
En 2020, Kircher hizo su debut cinematográfico en la comedia adolescente T'as pécho? de Adeline Picault. Tuvo conocimiento del casting por parte de un amigo y decidió probar suerte, siendo elegido para el rol protagónico. A partir de esa primera experiencia, obtuvo otro papel en la comedia romántica de 2021 Petite leçon d'amour de Eve Deboise.
En 2022, interpretó a Lucas Ronis en el drama semiautobiográfico Winter Boy (Le Lycéen) de Christophe Honoré. La película tuvo su estreno en el Festival Internacional de Cine de Toronto el 9 de septiembre de 2022. Por su interpretación, Kircher ganó la Concha de Plata a la mejor interpretación protagonista en el Festival Internacional de Cine de San Sebastián y recibió nominaciones como mejor actor revelación en los Premios Lumières y Premios César.
Kircher protagonizó junto a Romain Duris y Adèle Exarchopoulos la película dramática francesa El reino animal (Le Règne animal) de Thomas Cailley, la cual se estrenó el 17 de mayo de 2023, como el filme de inauguración de la sección Un certain regard en el marco del Festival Internacional de Cine de Cannes de 2023.En octubre del mismo año, Kircher finalizó la filmación del papel principal en la adaptación de los hermanos Ludovic y Zoran Boukherma de la novela Leurs enfants après eux de Nicolas Mathieu. La cinta tuvo su estreno mundial en el Festival Internacional de Cine de Venecia de 2024, donde Kircher ganó el Premio Marcello Mastroianni.

## Filmografía

### Cine
| Año  | Título                  | Papel           | Notas        |
| ---- | ----------------------- | --------------- | ------------ |
| 2020 | T'as pécho?             | Arthur          |              |
| 2021 | Petite leçon d'amour    | Lancelot Girerd |              |
| 2022 | Winter Boy              | Lucas Ronis     |              |
| 2023 | Les uns sur les autres  | Isaac           | Cortometraje |
| 2023 | El reino animal         | Émile           |              |
| 2024 | Nos Cabanes             | Reda            | Cortometraje |
| 2024 | Leurs enfants après eux | Anthony         |              |

### Televisión
| Año  | Título            | Papel          | Notas                            |
| ---- | ----------------- | -------------- | -------------------------------- |
| 2020 | Capitaine Marleau | Manu Philippon | Episodio: «L'Arbre aux Esclaves» |
| 2022 | Weekend Family    | Alexis         | Episodio: «Double Axel»          |

## Premios y nominaciones
| Año  | Premios                                           | Categoría                                              | Película                | Resultado | Ref(s) |
| ---- | ------------------------------------------------- | ------------------------------------------------------ | ----------------------- | --------- | ------ |
| 2022 | Festival Internacional de Cine de San Sebastián   | Concha de Plata a la mejor interpretación protagonista | Winter Boy              | Ganador   | [ 15 ] |
| 2022 | CINEMANIA Film Festival                           | Mejor actor                                            | Winter Boy              | Ganador   | [ 16 ] |
| 2023 | Premios Lumières                                  | Mejor actor revelación                                 | Winter Boy              | Nominado  | [ 17 ] |
| 2023 | Premios César                                     | Mejor actor revelación                                 | Winter Boy              | Nominado  | [ 18 ] |
| 2024 | Premios César                                     | Mejor actor revelación                                 | El reino animal         | Nominado  | [ 19 ] |
| 2024 | Festival Internacional de Cine de Venecia de 2024 | Premio Marcello Mastroianni                            | Leurs enfants après eux | Ganador   | [ 14 ] |
| 2024 | Festival de Cine Europeo de Sevilla               | Mejor actor                                            | Leurs enfants après eux | Ganador   | [ 20 ] |
| 2025 | Premios Lumières                                  | Mejor actor                                            | Leurs enfants après eux | Nominado  | [ 21 ] |